# Uglješa Radinović
Uglješa Radinović (* 25. srpna 1993, Novi Sad, SR Jugoslávie) je srbský fotbalový záložník, momentálně působící v týmu srbském týmu FK Proleter Novi Sad.

## Klubové statistiky
Aktuální k 5. listopadu 2011
| Sezona | Klub              | Země   | Soutěž  | Zápasy | Góly |
| ------ | ----------------- | ------ | ------- | ------ | ---- |
| 11/12  | FC Zbrojovka Brno | Česko  | 2. liga | 2      | 0    |
|        | FK Bežanija       | Srbsko | 2. liga | 12     | 3    |
|        | celkem            |        |         | 14     | 3    |